# Super Rock '84 in Japan (vidéo)
Albums de Scorpions
First Sting
(1985)
Super Rock '84 in Japan est une vidéo du groupe allemand de hard rock Scorpions sortie en 1984 enregistrée live au Japon à  Tokorozawa (Seibu Stadium)  les 11 et 12 août 1984 lors du festival du même nom.

## Liste des titres
1. Blackout
2. Coming Home
3. Bad Boys Running Wild
4. Interview 1
5. Make It Real
6. Interview 2
7. Big City Nights
8. Coast to Coast
9. Rock You Like a Hurricane
10. Interview 3
11. Can't Live Without You
12. Dynamite
13. The Zoo
14. Can't Get Enough

## Formation
- Klaus Meine : chant
- Rudolf Schenker : guitare
- Matthias Jabs : guitare
- Francis Buchholz : guitare basse, synthétiseur
- Herman Rarebell : batterie